# جادو (کتاب ۴)
جادو، لیبر ابا، کتاب ۴ (به انگلیسی: Magick, Liber ABA, Book 4) اثر مهین آلیستر کراولی، رازورز قرن بیستم و مؤسس تلما، می‌باشد. این کتاب رساله‌ای طولانی بر جادو، اسلوبش از تمرین رازورزی غربی، ترکیب شده از منشاهای بسیاری همچون یوگای شرقی، هرمسگرایی، گریموآهای قرون وسطی، تئوری‌های جادویی معاصر از نویسندگانی همچون الیفاس لوی و هلنا بلاواتسکی و سهم عمدهٔ خودش می‌باشد. کتاب شامل چهار بخش می‌شود: عرفان، جادو (تئوری مقدماتی)، جادو در تئوری و عمل، و ΘΕΛΗΜΑ – شریعت (اعتدالین خدایان). همچنین شامل ضمیمه‌های بسیاری شامل مراسم‌ها و مقالات تشریحی‌می‌باشد.

## مضامین

### بخش ۱: عرفان
بخش ۱ عرفان عنوان گرفته است و زیرتیتر آن «مدیتیشن: راه حصول به نبوغ و الوهیت مطرح شده به عنوان توسعهٔ ذهن انسان» می‌باشد. این بخش کلاً سیستم یوگای کراولی می‌باشد که برای آرام کردن ذهن و قادر ساختن تمرکز بر یک نقطه مطرح شده‌است.

### بخش ۲: جادو (تئوری مقدماتی)
بخش ۲، «جادو (تئوری مقدماتی)» با لوازم جادوی مراسمی و جزئیاتش ارتباط دارد. عناوین عبارتند از: معبد، دایرهٔ جادویی، محراب، تازیانه، خنجر، زنجیر، روغن مقدس، عصا، جام، شمشیر، پنتاکل، نور، تاج، ردا، کتاب، زنگ، نشان، و آتش جادو (شامل بخوردان و بخور زار).

### بخش ۳: جادو در تئوری و عمل
بخش ۳ «جادو در تئوری و عمل» عنوان گرفته است، و شاید بتوان گفت که تاثیرگذارترین بخش کتاب ۴ می‌باشد. در این بخش جادو (با یک حرف k در پایان کلمه) در آشکارسازی معروف کراولی تعریف شده است که منشا بسیاری اظهارات می‌باشد، همچون:
- «جادو دانش و فن ایجاد تغییر در اتفاقات منطبق بااراده است.»
- «هر عمل ارادی یک عمل جادویی است.»
- «جادو دانش فهمیدن خود و چگونگی آن است. فن به کار بستن است که در عمل فهمیده‌می‌شود.»
- «جادو تنها برای بودن و برای انجام دادن است.»

این بخش شامل بسیاری مقالات تاثیرگذار بر بسیاری فرمول‌های جادویی همچون تتراگراماتون، تلما، آگاپه، ای یو ام جی ان، و ایااو می‌باشد. همچنین مسائل جادویی بنیادی، اجزا اساسی مراسم و تمرین‌های اصلی (شامل اخراج، تقدیس، احضار، پیشگویی و...) را شرح‌می‌دهد.

### بخش ۴: ΘΕΛΗΜΑ – شریعت
بخش ۴ «ΘΕΛΗΜΑ (تلما) – شریعت» عنوان گرفته است. این بخش با کتاب شریعت در ارتباط است و شامل خود کتاب، زندگینامهٔ کوتاهی از کراولی، اتفاقاتی که منجر به دریافت کتاب شد و چگونگی نگارشش در سه روز می‌باشد. این بخش همان کتاب اعتدالین خدایان کراولی (۱۹۳۶ میلادی) می‌باشد که تنها با نامی متفاوت منتشرشد.

### ضمائم
ضمائم کتاب شامل مراسم و مقالات کاربردی بسیاری در تمرین جادو می‌شود. جلد متاخرتر شامل یک لیست مطالعه، یک ستاره در چشم انداز (که برنامهٔ سازمان آموزشش A∴A∴ را طرح می‌کند)، یک مقاله در رابطه با پرواز اختری، کلیدهایی مرتبط با لیبر ۷۷۷ (اثرش در رابطه با درخت زندگی)، بسیاری از مراسم‌های پایه‌ای A∴A∴، و شرح‌های بیشتر در رابطه با دریافت لیبر لجیس.